# Cambridge Footlights
A Cambridge University Footlights Dramatic Club (vagy rövidebben csak Footlights) egy amatőr színjátszókör, melynek tagjai a Cambridge-i Egyetem diákjai közül kerülnek ki.

## Története
1883-ban alakult, mintegy harminc taggal. Kezdettől fogva szélesebb közönséget céloztak meg, mint az egyetem másik színjátszóköre, az 1885-ben létrejött University Amateur Dramatic Club. Az első néhány évben repertoárjuk még viktoriánus darabokat is tartalmazott, de 1892-től kizárólag saját szerzeményeiket adják elő. Az 1910-es években már a londoni Royal Court Theatre-ben is játszottak.
Főként az 1960-as években vált híressé, amikor több kiváló komikus is kikerült tagjai közül.

## Ismertebb tagjai
- Peter Cook
- Tim Brooke-Taylor
- Graham Chapman
- John Cleese
- Germaine Greer
- Eric Idle
- Emma Thompson
- Hugh Laurie
- Stephen Fry
- Sacha Baron Cohen ("Ali G")
- Douglas Adams
- Rachel Weisz
- Simon Jones
- Sue Perkins